# Huzová
Huzová (deutsch Deutsch Hause) ist eine Gemeinde mit 595 Einwohnern (1. Januar 2014) in Tschechien. Sie liegt in 534 m ü. M. 12 km nördlich von Šternberk am Fluss Sitka.

## Geschichte
Erstmalige Erwähnung fand der Ort 1141 als „Gvzove“ in den Besitzurkunden des Olmützer Bischofs Heinrich Zdik. Um 1320 erhielt der Ort das Stadtrecht und war Teil der Herrschaft Eulenberg. 1468 wurde Hussowe während der Streitigkeiten um die böhmische Thronfolge von den Ungarn unter Matthias Corvinus geplündert.
Nach dem Münchner Abkommen wurde der Ort dem NS-Staat zugeschlagen und gehörte bis 1945 zum Landkreis Sternberg (Mähren).
1846 wurde die St. Annen-Kirche erbaut, die nach dem Zweiten Weltkrieg völlig verfiel und 1983 einschließlich des Friedhofs abgerissen wurde.
Im Jahre 2005 wurde die Gemeinde aus dem Okres Bruntál in den Okres Olomouc zugeordnet.

## Sehenswürdigkeiten
- Im Ort befindet sich eine Statue der Maria Immaculata aus dem 18. Jahrhundert, eine Säule der Jungfrau Maria und ein Steinkreuz.

## Gemeindegliederung
Die Gemeinde Huzová besteht aus den Ortsteilen Arnoltice (Arnsdorf), Huzová (Deutsch Hause) und Veveří (Eichhorn).
Das Gemeindegebiet gliedert sich in die Katastralbezirke Arnoltice u Huzové, Huzová und Veveří u Huzové.

## Söhne und Töchter der Gemeinde
- Johann Klein (1788–1856), österreichischer Geburtshelfer und Hochschullehrer